# Pot de grès aux pommes
Pot de grès aux pommes ou Pot de grès et Pommes est une peinture à l'huile sur toile réalisée par l'artiste peintre français Émile Bernard. Datée de 1887, elle est conservée au musée d'Orsay à Paris.

## Historique
À la recherche d'une peinture pure, en réaction contre le naturalisme, mais aussi à l'impressionnisme et la dissolution des formes, Émile Bernard expérimente de nouvelles façons d'exprimer l'espace et les contours. Ce tableau est annoté au dos : « Premier essai de Synthétisme et de Simplification 1887 ». Émile Bernard initie ainsi avec cette œuvre datée de 1887 un genre nouveau, plusieurs mois avant les expérimentations qu'il mènera avec Paul Gauguin dans le village breton de Pont-Aven, visant à simplifier les plans colorés et à les cloisonner au moyen d'une cerne noir. La collaboration entre les deux artistes se révèle déterminante pour la mise au point des techniques synthétistes et cloisonnistes. Bernard participe à l'exposition organisée par Gauguin et ses amis au Café Volpini, au sein de l'exposition universelle de Paris de 1889, révélant l'esthétique nouvelle prônée par l'École de Pont-Aven.
Vincent van Gogh voit sans doute ce tableau peint à Asnières-sur-Oise et diverses études avant son départ pour Arles. Tandis qu'il entreprend lui-même une nature morte, en août 1888, il écrit à Bernard qu'il reste impressionné par « je ne sais quoi de volontaire, de très sage, je ne sais quoi de fixe et de ferme et sûr de soi » qui en fait « l'hirondelle première de [s]on printemps d'artiste ». Il ajoute : « Mon cher, tu n'as jamais été aussi près de Rembrandt ».

## Analyse
Par le choix des fruits et des objets représentés, la composition, le cadrage audacieux avec le regard se portant à la hauteur des objets sur la table, et la géométrisation des formes, Bernard manifeste dans cette toile son admiration pour Paul Cézanne dont il voit des œuvres dans la boutique du père Tanguy, mais va plus loin dans le refus de toute illusion spatiale. Pots de grès aux pommes rend également compte des recherches propres à l'artiste pour simplifier et cloisonner strictement les différents plans colorés qu'il cerne d'un trait noir. Appliquée en couches épaisses, la peinture accentue l'effet de surface de la composition. La profondeur est suggérée par les ombres et la succession de trois bandes horizontales colorées, au centre desquelles se détachent fruits et pots modelés par la couleur et la matière,.

## Exposition
Le tableau est exposé dans le cadre de l'exposition Les Choses. Une histoire de la nature morte au musée du Louvre du 12 octobre 2022 au 23 janvier 2023, parmi les œuvres de l'espace nommé « La vie simple ».